# Chaetonotus tabulatum
Chaetonotus tabulatum är en djurart som tillhör fylumet bukhårsdjur, och som först beskrevs av Schmarda 1861.  Chaetonotus tabulatum ingår i släktet Chaetonotus och familjen Chaetonotidae. Inga underarter finns listade i Catalogue of Life.